# La piccola Lulù
La piccola Lulù (リトル・ルルとちっちゃい仲間?, Ritoru Ruru to Chitchai Nakama) è la prima serie animata ispirata alla striscia a fumetti americana degli anni trenta Little Lulu, creata da Marjorie Henderson Buell. Si tratta di un anime giapponese prodotto dalla Nippon Animation, costituito da 26 episodi, e trasmesso dal 3 ottobre 1976 al 3 aprile 1977 su Asahi Broadcasting Corporation.

## Trama
La serie segue le avventure della piccola Lulù, del suo amico Toby e del resto dei loro amici. Le trame più frequenti tratte dai fumetti includono la rivalità tra ragazzi e ragazze, la clubhouse di Tobby e le disavventure con la banda dei bulli dell'Ovest.

## Personaggi
- Lulù (Lulu), doppiata da Eiko Masuyama (ep. 1–3), Minori Matsushima (ep. 4-26) (ed. giapponese), Susanna Fassetta (1º doppiaggio), Ilaria Latini (2º doppiaggio) (ed. italiana)
- Toby (Tubby), doppiato da Keiko Yamamoto (ed. giapponese), Antonella Baldini (2º doppiaggio) (ed. italiana)
- Anita (Annie), doppiata da Junko Hori (ed. giapponese), Maura Cenciarelli (2º doppiaggio) (ed. italiana)
- Tito (Iggie), doppiato da Yoneko Matsukane (ed. giapponese), Monica Ward (2º doppiaggio) (ed. italiana)
- Lallo (Willie), doppiato da Yuko Mita (ed. giapponese), Paola Majano (2º doppiaggio) (ed. italiana)
- Pierre (Wilbur), doppiato da Noriko Ohara (ed. giapponese), Laura Latini (2º doppiaggio) (ed. italiana)
- Mino (Alvin), doppiato da Sachiko Chijimatsu (ed. giapponese), Federica De Bortoli (2º doppiaggio) (ed. italiana)
- Skip (Butch), doppiato da Mauro Gravina (1º doppiaggio), Corrado Conforti (2º doppiaggio) (ed. italiana)
- Rico (Eddie), doppiato da Cinzia Villari (2º doppiaggio) (ed. italiana)
- Longo, doppiato da Fabrizio Mazzotta (2º doppiaggio) (ed. italiana)
- Cap, doppiato da Stefano Onofri (2º doppiaggio) (ed. italiana)
- Madre di Lulù, doppiata da Noriko Ohara (ed. giapponese)
- Padre di Lulù, doppiato da Masayuki Katō (ed. giapponese)
- James il maggiordomo

## Edizione italiana
In Italia la serie venne acquistata dalla VID (Video International Distributors) che attinse al catalogo ZIV International; fu trasmessa in prima visione da varie reti locali dal 23 marzo 1980, e in seguito replicata da Telemontecarlo e Rete 4. Esistono due incisioni della sigla italiana, una ad opera dei Sorrisi, e l'altra di Angelo e il gruppo clown, rispettivamente con i titoli Piccola Lulù/Piccola Lulù (strumentale) e Piccola Lulù/Tubby, ma solo la seconda è stata utilizzata in TV.
Dalla serie è stato tratto il film di montaggio Le incredibili avventure della piccola Lulù, distribuito nei cinema italiani nel 1981 e pubblicato in DVD dalla Emi Film nel 2010. Il film sostituisce la colonna sonora originale con un'altra creata in Italia.
Nel 1990 alcuni episodi selezionati furono distribuiti in VHS da Avo Film con un altro doppiaggio eseguito a Milano.
Nel 1998 la serie fu ridoppiata a cura della SD Cinematografica. Questa nuova edizione andò in onda su Rai Due (all'interno del contenitore Go-Cart Mattina) e poi su varie TV locali.

## Episodi
| Nº | Titolo italiano (1º doppiaggio / 2º doppiaggio) Giapponese 「Kanji」 - Rōmaji                            | In onda          | In onda       |
| Nº | Titolo italiano (1º doppiaggio / 2º doppiaggio) Giapponese 「Kanji」 - Rōmaji                            | Giapponese       | Italiano      |
| 1  | ? / Lulù vuole essere un angelo 「ちびっこ天使」 - Chibikko Tenshi                                       | 3 ottobre 1976   | 23 marzo 1980 |
| 2  | Operazione baby sitter / Lulù la tata 「大さわぎのおるすばん」 - Dai Sawagi no Oru su ban                | 10 ottobre 1976  |               |
| 3  | L'amico poliziotto / Il Club Toby 「がんばれ見はり番」 - Ganbare Mihari ban                              | 17 ottobre 1976  |               |
| 4  | Che fatica camminare / Test di resistenza per Toby 「腹ぺこレース」 - Harapeko Rēsu                      | 24 ottobre 1976  |               |
| 5  | Salvate i prigionieri / Salvate i prigionieri 「捕虜をすくいだせ」 - Horyo o Sukuidase                   | 31 ottobre 1976  |               |
| 6  | Il piccolo pompiere / Vigili del fuoco, Lulù in soccorso 「消防車に乗ったルル」 - Shōbōsha ni Notta Ruru | 7 novembre 1976  |               |
| 7  | Lulù batte tutti / La grande corsa 「ちびっ子レースの優勝者」 - Chibi-kko Rēsu no Yūshō-sha              | 14 novembre 1976 |               |
| 8  | Lulù e i pirati / Lulù e i pirati 「海賊の宝さがし」 - Kaizoku no Takara Sagashi                         | 21 novembre 1976 |               |
| 9  | Facciamo pace / Troppi capi indiani 「仲たがいはやめろ」 - Nakatagai wa Yamero                           | 28 novembre 1976 |               |
| 10 | La bambola di Lulù / Il problema della bambola 「人さわがせな人形」 - Hito Sawagasena Ningyō             | 5 dicembre 1976  |               |
| 11 | Festa d'addio / La festa di addio 「にこにこ顔はつらいよ」 - Nikoniko Kao wa Tsurai yo                   | 12 dicembre 1976 |               |
| 12 | Lulù e il maggiordomo / Il nuovo maggiordomo 「執事を追い出せ!」 - Shitsuji o Oidase!                    | 19 dicembre 1976 |               |
| 13 | Una spia da punire / La bella spia 「美しい女スパイ」 - Utsukushī On'na Supai                            | 26 dicembre 1976 |               |
| 14 | ? / La caccia al coniglio 「へんなうさぎ狩り」 - Hen'na Usagi Kari                                       | 9 gennaio 1977   |               |
| 15 | ? / La moneta portafortuna 「泥のケーキを追え!」 - Doro no Kēki o Oe!                                    | 16 gennaio 1977  |               |
| 16 | ? / Le ragazze sono le benvenute 「女の子は大歓迎」 - On'nanoko wa Dai Kangei                            | 23 gennaio 1977  |               |
| 17 | ? / L'albero malato 「木が病気になっちゃった」 - Ki ga Byōki ni Na~tsu Chatta                            | 30 gennaio 1977  |               |
| 18 | ? / Dov'è il pappagallo? 「おやつを追いかけろ」 - O Yatsu o Oikakero                                     | 6 febbraio 1977  |               |
| 19 | ? / Ritorno a scuola 「きょうから学校」 - Kyō Kara Gakkō                                                 | 13 febbraio 1977 |               |
| 20 | ? / La guerra della vernice 「ペンキ戦争」 - Penki Sensō                                                 | 20 febbraio 1977 |               |
| 21 | ? / Lulù bambina prodigio della musica 「バイオリンをこわせ」 - Baiorin o Kowase                         | 27 febbraio 1977 |               |
| 22 | ? / Il compleanno di James 「猛獣パーティ」 - Mōjū Pāti                                                  | 6 marzo 1977     |               |
| 23 | ? / Chi è un vero marziano faccia un passo avanti 「火星旅行へ出発!」 - Kasei Ryokō e Shuppatsu!         | 13 marzo 1977    |               |
| 24 | ? / Il re del petrolio 「土ほり競争」 - Tsuchi Hori Kyōsō                                                | 20 marzo 1977    |               |
| 25 | ? / Il giorno del tacchino 「七面鳥で大さわぎ」 - Shichimenchō de Dai Sawagi                             | 27 marzo 1977    |               |
| 26 | ? / Il compleanno di mamma 「ママの誕生日」 - Mama no Tanjōbi                                            | 3 aprile 1977    |               |